# Nelson (Minnesota)
Nelson è un comune degli Stati Uniti d'America, situato nello Stato del Minnesota, nella contea di Douglas.